# انفجار مانهاتن 2016

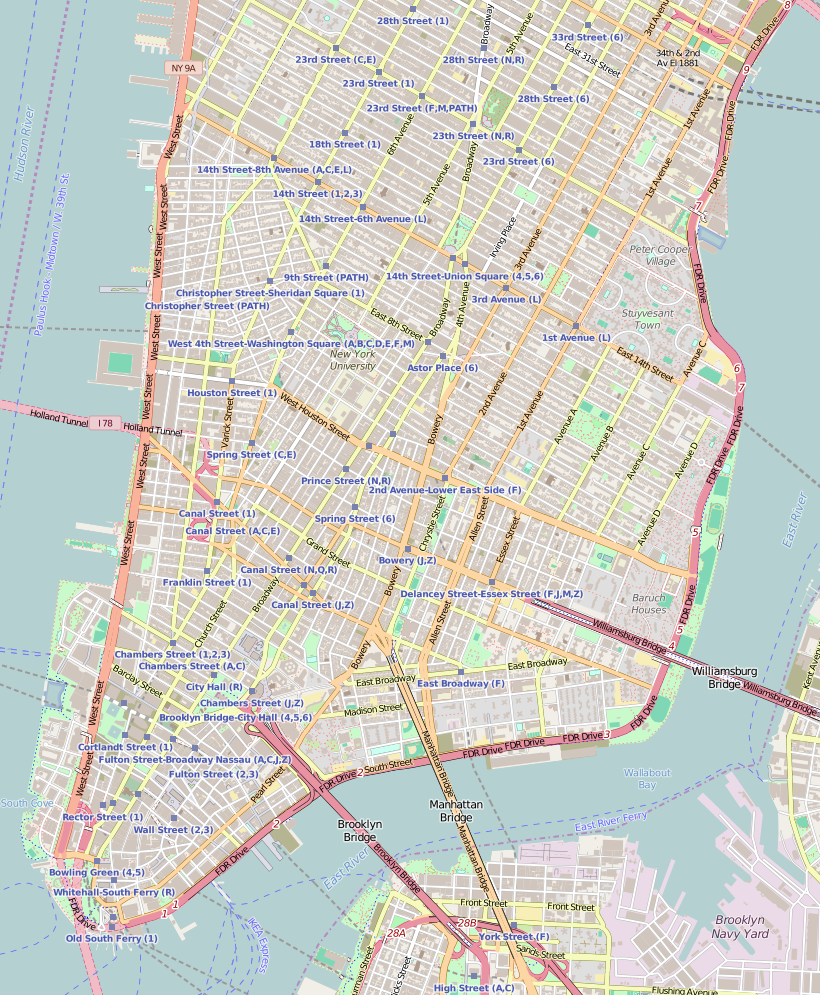
خريطة مانهاتن.

في فجر يوم السبت 17 سبتمبر 2016 وقع انفجار بسبب قنبلة في حي مانهاتن في مدينة نيويورك في الولايات المتحدة وأسفر الانفجار عن إصابه 29 شخص.